# هانس رودر
هانس رودر (بالألمانية: Hanns Ruder) (و. 1939 – 2015 م) هو عالم فيزياء فلكية، وفيزيائي، وعالم فلك، وأستاذ جامعي من ألمانيا . ولد في نورنبرغ.
توفي عن عمر يناهز 76 عاماً.

## مناصب وهيئات
أدار جامعة توبنغن، وجامعة إرلنغن نورنبيرغ.

## جوائز
حصل على جوائز منها:
- جائزة روبرت بول  [لغات أخرى]‏ (2002).